# Viña del Mar Challenger
Il Viña del Mar Challenger è un torneo professionistico maschile di tennis giocato sulla terra rossa facente parte dell'ATP Challenger Tour. È stato inaugurato nel 2023 a Viña del Mar, città cilena, il torneo appartiene alla categoria Challenger 75.
Il club è riuscito a modernizzare le strutture in tempo per ospitare il torneo, nonostante qualche problema finanziario. L'evento è co-sponsorizzato dalla Commissione Nazionale di Cooperazione dell'UNESCO.

## Albo d'oro

### Singolare
| Anno | Campione            | Finalista   | Punteggio |
| ---- | ------------------- | ----------- | --------- |
| 2023 | Thiago Seyboth Wild | Hugo Gaston | 7–5, 6–1  |

### Doppio
| Anno | Campioni                         | Finalisti                        | Punteggio   |
| ---- | -------------------------------- | -------------------------------- | ----------- |
| 2023 | Diego Hidalgo Cristian Rodríguez | Luciano Darderi Andrea Vavassori | 6–4, 7–6(5) |